# Tour della nazionale maschile di rugby a 15 dell'Australia 1971
La nazionale australiana di rugby union nel 1971, si reca in tour in Francia . È un periodo difficile per i Wallabies che comunque riescono a strappare una vittoria nel primo test, pareggiando la serie
| Arbitro: | E. Lewis |

| |            | |
| mete: Bertranne, Skrela c.p.: Villepreux Drop: | Marcatori  | mete: l'Estrange 2 trasf.: McGill c.p.: Mc Lean |
| 15 Pierre Villepreux 14 Roland Bertranne, 11 Jack Cantoni 13 Jean Trillo, 12 Jean-Pierre Lux 10 Jean-Louis Berot, 9 Michel Pebeyre 8 Benoit Dauga (c), 7 JC Skrela, 6 P. Biemouret 5 Elie Cester, 4 Claude Spanghero 3 JL Azarete, 2 M Yachvili, 1 J. Iracabal | Formazioni | 15 Arthur McGill 14 John Cole, 11 Jeff McLean 13 Geoff Shaw, 12 Rex l'Estrange 10 Russell Fairfax, 9 John Hipwell 8 Bob McLean, 7 Greg Davis (c), 6 P. Sullivan 5 Owen Butler, 4 Stuart Gregory 3 D. Dunworth, 2 P. Johnson, 1 R.Prosser |

| Arbitro: | Lamb |

| |            | |
| mete: Boffelli trasf.: Villepreux c.p.: Villepreux 4 | Marcatori  | c.p.: Drop: McGill, JJ McLean 2 |
| 15 Pierre Villepreux 14 Roland Bertranne, 11 Andre Dubertrand 13 Jean Trillo, 12 Jean-Pierre Lux 10 Jean-Louis Berot, 9 Jean-Michel Aguirre 8 Y. Buonomo, 7 JC Skrela, 6 V. Boffelli 5 Benoit Dauga (c), 4 Claude Spanghero 3 Jean-Louis Martin, 2 Rene Benesis, 1 Jean-Pierre Hortoland Non entrati : Yves Burgel, Jean-Claude Rossignol Michel Pebeyre, Alain Marot | Formazioni | 15 Arthur McGill 14 John Cole, 11 Jeff McLean 13 Geoff Shaw, 12 Rex l'Estrange 10 Russell Fairfax, 9 John Hipwell 8 R:McLean, 7 Greg Davis (c), 6 P. Sullivan 5 Owen Butler, 4 Stuart Gregory 3 D. Dunworth, 2 P. Johnson, 1 Roy Prosser sostituti: R Robert Thompson, Non entrati : Geoff Richardson, Gary Grey Reginald Smith, Bruce Brown |